# Roland H. Cooper
Roland Henry Cooper (* 9. Oktober 1916 in Monrovia) war ein liberianischer Diplomat.

## Werdegang
Cooper erhielt seine Ausbildung in Liberia, Sierra Leone und in den Vereinigten Staaten. Er arbeitete zunächst in der Passabteilung im liberianischen Außenministerium. Anschließend war er Vizekonsul in Savannah (Georgia), Vizekonsul, Konsul und kommissarischer Generalkonsul in New York sowie Handelsattaché in der liberianischen Botschaft in Washington.
In den 1950er Jahren war er liberianischer Botschafter in Bonn, später in Rom und Tokio.

## Ehrungen
- 1956: Großes Verdienstkreuz mit Stern und Schulterband der Bundesrepublik Deutschland
- 1960: Großkreuz des Verdienstordens der Bundesrepublik Deutschland
- 1968: Großkreuz des Verdienstordens der Italienischen Republik